# Mạnh Dung
Mạnh Dung tên đầy đủ là Đoàn Mạnh Dung (sinh ngày 19 tháng 12 năm 1939) là nghệ sĩ cải lương, diễn viên truyền hình Việt Nam; ông được biết đến với vai ông Ba bắt rắn trong phim truyền hình Đất phương Nam. Ông được phong danh hiệu Nhà giáo Ưu tú.

## Tiểu sử
Mạnh Dung sinh năm 1939 tại ga Vinh, Nghệ An nên được cha mẹ đặt tên là Vinh, nhưng được gọi lái đi là Dung, ông được biết với tên đầy đủ là Đoàn Mạnh Dung. Cha ông làm nghề soát vé của tàu Bắc - Nam, năm ông 7 tuổi, gia đình tạm trú tại vùng núi Gia Viễn, Ninh Bình. Năm 1952, khi chiến sự lắng xuống gia đình ông lại chuyển ra Hà Nội. Có năng khiếu ca hát từ nhỏ, một lần giọng hát của ông được ông bầu đoàn cải lương Chuông Vàng của bà Kim Chung để ý đến.

## Sự nghiệp
Mạnh Dung được chọn vào lớp diễn viên sân khấu học tại 72 phố Hàng Bạc, thuộc Sở Văn hóa Hà Nội. Tại đây nghệ sĩ Mạnh Dung đã gặp được NSƯT Thanh Dậu, vợ của ông sau này. Năm 1957, ông được tuyển vào đoàn Chuông Vàng thủ đô và bắt đầu học cải lương. Mạnh Dung từng là kép chính nổi tiếng với gần 100 vở cải lương, trong đó có vở Bạch Xà nương, Tống Trân - Cúc Hoa, Lục Vân Tiên... Năm 1959, trường Sân khấu Việt Nam được thành lập, Mạnh Dung trở thành học viên khóa cải lương đầu tiên của trường. Sau khi tốt nghiệp, ông trở thành kép chính của đoàn Chuông Vàng. Vở cải lương “Truyền thuyết một tình yêu” do vợ chồng ông tham gia đã diễn hơn 1000 đêm tại rạp Hồng Hà. Năm 1969, ông gia nhập Đoàn cải lương Nam bộ và trở thành kép chính của đoàn. Đoàn quy định thành viên không nói giọng Bắc nên bắt đầu tập nói giọng miền Nam.
Năm 1976, Mạnh Dung trở về Hà Nội xây dựng Nhà hát Cải lương Trung ương và được cử đi học lớp đạo diễn. Học xong trở về miền Nam, ông gắn bó với công tác giảng dạy tại trường Trung cấp Điện ảnh miền Nam. Vợ chồng nghệ sĩ Mạnh Dung và Thanh Dậu chính thức rời sàn diễn cải lương khi chuyển vào làm giảng viên Trường Sân khấu và Điện ảnh TP. Hồ Chí Minh từ năm 1984. Năm 1998, ông được phong tặng danh hiệu Nhà giáo ưu tú. Sau năm 2003, ông nhận thêm công tác giảng dạy Kỹ thuật diễn xuất cho lớp điện ảnh.

## Đời tư
Cùng làm việc tại đoàn Kim Chung, đóng chung lần đầu trong vở Sơn Tinh - Thủy Tinh, chuyện tình cảm của nghệ sĩ Mạnh Dung và Thanh Dậu đến tai trưởng đoàn, cả hai bị bắt họp kiểm điểm. Từ kép chánh, Mạnh Dung bị cắt vai suốt ba tháng, điều chuyển sang bộ phận thiết kế mỹ thuật. Yêu nhau chưa lâu, họ lại tiếp tục vấp phải rào cản từ gia đình, bố mẹ bà Thanh Dậu chỉ muốn bà lấy con nhà nòi cải lương. Gia đình định gả bà cho con trai của một nghệ sĩ trong đoàn, cũng trạc tuổi Mạnh Dung.
Sau sáu năm kiên trì thuyết phục, gia đình đã chấp nhận, năm 1967, ông bà làm đám cưới. Năm 1970, ông bà sinh cô con gái đầu lòng; Năm 1973, ông bà cùng đi chiến trường thì bà đã có thai được 2 tháng, tình thế lúc đó phải bỏ đi vì chiến tranh quá ác liệt. Sau đó, bà lại có thai một lần nữa thì lại bị sảy trong thời gian đi diễn. Vài năm tiếp theo, bà phát hiện bị u xơ tử cung, hai vợ chồng quyết không sinh thêm con nữa.
Năm 1980, Mạnh Dung vào nam công tác còn bà Thanh Dậu ở lại Hà Nội vì lúc này bà là trưởng đoàn cải lương, đến năm 1983, bà đưa con vào nam đoàn tụ gia đình.
NSƯT Thanh Dậu xuất thân trong một gia đình có truyền thống nghệ thuật, cha là nghệ sĩ đàn tranh Ba Vân, mẹ là nữ hề Vân Quí cùng ở đoàn Kim Chung (Hà Nội). Gia đình nghệ sĩ Ba Vân có 6 người con, thì có tới 5 người đã theo nghệ thuật. Nổi danh nhất phải kể đến Thanh Dậu, và nghệ sĩ Thanh Vy.

## Tác phẩm

### Điện ảnh / Video
| Năm  | Tựa đề                      | Vai diễn            | Đạo diễn        | Chú thích                         |
| ---- | --------------------------- | ------------------- | --------------- | --------------------------------- |
| 1985 | Bão U Minh                  | Ba Trắc             | Lâm Mộc Khôn    | Thường gọi nhầm thành Rừng U Minh |
| 1996 | Tổ quốc tiếng gà trưa       | Bố vợ Tôn Đức Thắng | Huy Thành       |                                   |
| 1998 | Hải Nguyệt                  | Ông Ngừ             | Trần Mỹ Hà      |                                   |
|      | Lên đời                     |                     |                 |                                   |
| 2003 | U14 đội bóng trong mơ       |                     | Lâm Lê Dũng     |                                   |
| 2005 | Giải phóng Sài Gòn          | Bác Tám             | Long Vân        |                                   |
| 2009 | 21 and a Wake-Up            | Lão nông            | Chris McIntyre  |                                   |
| 2014 | The long drum               | Ông Thanh           | Eve Symington   | Phim ngắn                         |
| 2015 | Trên đỉnh bình yên          | Ông Thảo            | Nguyễn Hữu Mười |                                   |
| 2016 | Chờ em đến ngày mai         | Ông nội Mít         | Đinh Tuấn Vũ    |                                   |
| 2019 | Lật mặt: Nhà có khách       |                     | Lý Hải          |                                   |
| 2021 | Mậu                         | Ông nội             | Bá Quốc Vinh    | Phim ngắn                         |
| 2021 | Về nhà                      | Ông                 | Thái Kim Tùng   | Phim ngắn                         |
| 2023 | Lật Mặt 6: Tấm Vé Định Mệnh |                     | Lý Hải          |                                   |
| 2024 | Lật mặt 7: Một Điều Ước     |                     | Lý Hải          |                                   |
| 2025 | Nhà gia tiên                |                     | Huỳnh Lập       |                                   |

### Phim truyền hình
| Năm  | Tựa đề                  | Vai diễn         | Đạo diễn                            | Kênh   | Chú thích |
| ---- | ----------------------- | ---------------- | ----------------------------------- | ------ | --------- |
| 1997 | Đất phương Nam          | Ông Ba bắt rắn   | Nguyễn Vinh Sơn                     | HTV7   |           |
| 1998 | Những đứa con thành phố | Ông cai          | Đỗ Phú Hải                          | HTV7   |           |
| 1998 | Bình minh châu thổ      | Cát Tường        | Trần Ngọc Phong - Châu Huế          | VTV1   |           |
| 2006 | Dưới cờ đại nghĩa       | Ông Năm rừng sác | Nguyễn Tường Phương - Lê Phương Nam | HTV7   |           |
| 2000 | Chị Sáu Kiên Giang      | Hai Lửa          | Trần Vịnh                           |        |           |
| 2008 | Trò chơi sinh tử        | Ông nội          | Bùi Cường                           | HTV9   |           |
| 2009 | Gió nghịch mùa          |                  | Đặng Lưu Việt Bảo                   | HTV7   |           |
| 2011 | Cá Rô, em yêu anh!      | Ông Cảnh         | Nguyễn Phương Điền                  | HTV9   |           |
| 2011 | Những cơn mưa tình yêu  | Ông Tư           | Nguyễn Phương Điền                  | HTV9   |           |
| 2012 | Vòng xoáy bạc           | Ông nội          | Đặng Tất Bình và Nguyễn Hoài Thu    | VTV9   |           |
| 2013 | Nghiệt oan              | Ông Thành        | Hoàng Tuấn Cường                    | HTV7   |           |
| 2017 | Sống trong bóng đêm     | Ông Hai Gạo      | Nguyễn Phương Điền                  | THVL1  |           |
| 2022 | Vợ quan                 | Ông Bảy Thân     | Nhâm Minh Hiền                      | SCTV14 |           |

### Video âm nhạc
| Năm  | Ca khúc                                      | Ca sĩ     | Sản xuất           | Ghi chú |
| ---- | -------------------------------------------- | --------- | ------------------ | ------- |
| 1998 | Còn thương rau đắng mọc sau hè (st: Bắc Sơn) | Hương Lan | Tình Productions   | [ 8 ]   |
| 2006 | Còn thương rau đắng mọc sau hè (st: Bắc Sơn) | Như Quỳnh | Trung tâm Thúy Nga | [ 9 ]   |

### Chương trình truyền hình
- 2018 Ký ức vui vẻ mùa 1 tập 4 - Khách mời
- 2020 Chị em chúng mình - tập 11 (VTV3)- Khách mời
- 2020 Giải mã tri kỷ - Khách mời
- 2022 Tình trăm năm (HTV7) - Khách mời
- 2021 Gương mặt điện ảnh 2021
- 2022 Lễ khai mạc cuộc thi tìm tài năng ca cổ Trần Hữu Trang tại TP HCM - khách mời
- 2024 Lễ khai mạc Lễ hội Sông nước TP.HCM 2024 - Khách mời (Người dẫn chuyện) [10]